# Donji Kućan
Donji Kućan is een plaats in de gemeente Varaždin in de Kroatische provincie Varaždin. De plaats telt 707 inwoners (2001).